# Từ Yển vương
Từ Yển vương (chữ Hán: 徐偃王, ?-?), là một vị vua của nước Từ, chư hầu thời cổ đại trong lịch sử Trung Quốc.
Từ Yển vương vốn mang họ Doanh (嬴), không rõ tên thật là gì. Ông trị vì cùng thời với Chu Mục vương, vị vua thứ năm của nhà Chu.

## Sự nghiệp
Nước Từ từ thời Từ Câu vương đã trở nên lớn mạnh, độc lập với triều đình nhà Chu, cương vực cũng rất rộng lớn nao gồm Giang Tô, An Huy và phía Nam Sơn Đông ngày nay. Theo Hậu Hán thư, có hơn ba mươi chư hầu đến triều kiến vua Từ.
Sau khi Từ Yển vương lên ngôi đã thi hành chính sách nhân đức nên được thần dân ủng hộ, quốc lực ngày một cường thịnh. Sau Từ Yển vương thấy quốc lực hùng mạnh, bèn đem quân đánh nhà Chu. Chu Mục vương đích thân dẫn quân, triệu thêm nước Sở cùng đem quân phản công, đánh thắng quân Từ. Từ Yển vương thất bại, bỏ đi ẩn cư ở vùng rừng núi tại Bành Thành, song cũng có thuyết cho là ông bị quân Chu giết chết.
Sau khi Từ Yển vương qua đời được an táng ở miền đông đất Hồ Ban. Chu Mục Vương phong cho con cháu của ông làm Từ tử, kế tục thống trị nước Từ, tuy nhiên không còn được hùng mạnh như trước.